# Шиликты (Акмолинская область)
Шиликты́ (каз. Шілікті) — село в Астраханском районе Акмолинской области Казахстана. Входит в состав Есильского сельского округа. Код КАТО — 113637200.

## География
Село расположено на левом берегу реки Ишим, в центральной части района, на расстоянии примерно 9 километров (по прямой) к западу от административного центра района — села Астраханка, в 10 километрах к северо-западу от административного центра сельского округа — села Зелёное.
Абсолютная высота — 287 метров над уровнем моря.
Ближайшие населённые пункты: село Жанабирлик — на северо-востоке, село Таволжанка — на северо-западе, село Зелёное — на юго-востоке.
Южнее села расположено озеро Каратомар.

## Население
В 1989 году население села составляло 274 человек (из них казахи — основное население).
В 1999 году население села составляло 281 человек (136 мужчин и 145 женщин). По данным переписи 2009 года, в селе проживало 216 человек (110 мужчин и 106 женщин).
| Численность населения | Численность населения | Численность населения |
| 1989                  | 1999                  | 2009                  |
| --------------------- | --------------------- | --------------------- |
| 274                   | ↗281                  | ↘216                  |

## Улицы
- ул. Бейбитшилик[4]